# Тільки мить
«Тільки мить» — науково-фантастичний роман українського радянського письменника Віктора Савченка. Фрагмент роману під назвою «Ночівля в карбоні» уперше вийшов у № 10 журналу «Наука і суспільство» в 1978 році, а за рік також у щорічному збірнику «Пригоди, подорожі, фантастика-79», пізніше у вигляді невеликої повісті він увійшов до однойменної збірки творів автора, яка вийшла у світ у видавництві «Веселка» в книжковій серії «Пригоди. Фантастика» у 1984 році. У 1983 році друга частина роману частково вийшла у № 10 журналу «Наука і суспільство» за 1983 рік. Третя, заключна, частина роману у вигляді оповідання «Зустріч на березі затоки» частково вийшла у збірнику «Пригоди, подорожі, фантастика-86». Повністю роман уперше вийшов у видавництві «Веселка» в книжковій серії «Пригоди. Фантастика» тиражем 115 тисяч екземплярів 1988 року. У романі на фоні фантастичного сюжету — винаходу машини для подорожей у часі з метою вивчення геологічного та палеонтологічного минулого Землі, та опису загальних проблем тогочасної радянської науки, які супроводжувались працелюбністю та відданістю значної частини наукових працівників і одночасно кар'єризмом і бездарністю частини наукових кадрів, що часто створювало негативну атмосферу в наукових установах тогочасного СРСР, обговорюються моральні проблеми розвитку науки та новітніх технологій, розвиток яких може призвести не тільки до погіршення екології, а й до повного знищення життя на Землі.

## Сюжет роману
Роман розпочинається зі знайомства у потягу головного героя роману, молодого вченого Олекси Заміховського, який перед цим втратив роботу, із групою вчених-палеонтологів. У розмові вони дізнаються про теоретичні розробки Заміховського, завдяки яким не тільки уможливлюються подорожі у часі, а й стає можливим точне визначення часової епохи кінцевої точки такого перебування (за допомогою уран-свинцевого годинника). Хоча сусіди по купе не дуже повірили у теорію Заміховського, вони запропонували йому роботу в одному із науково-дослідних інститутів сусіднього міста, де вивчали датування різних зразків геологічних порід. Олекса Заміховський влаштовується на роботу до цієї лабораторії, та, крім основної роботи, займається подальшою розробкою машини часу за власною конструкцією. У розмові із керівником відділу НДІ Мирославом Петровичем Чумаком Заміховський зізнається, що основною причиною розробки ним машини часу є вивчення минулих геологічних катастроф у історії Землі та ймовірне запобігання їм у майбутньому. Хоча й старший учений не повністю поділяв погляди молодшого колеги, він не заважав йому в його наукових пошуках. Окрім нового місця роботи, Олекса Заміховський у НДІ знайшов своє кохання — Марію, із якою також познайомився у потягу під час поїздки до місця своєї нової роботи.
Одного дня, прийшовши на роботу, Мирослав Петрович Чумак не виявив у дворі лабораторії, у якій працював Заміховський, і ніхто не міг повідомити йому, куди пропав молодий учений, навіть його наречена. Окрім цього, Чумаку повідомили, що лабораторією та її обладнанням зацікавились працівники сусіднього відділу НДІ Мурченко та Пойда, які захотіли присвоїти її собі буцімто із метою покращення матеріального забезпечення свого відділу, який мав виконати держзамовлення, хоча їх бажанням було покращити власні побутові умови під час перебування в польових відрядженнях. Тим часом, за кілька днів, у дворі інституту спочатку з'явилась лише лабораторія без Заміховського, проте із зразками флори та фауни минулих геологічних епох, а також із лабораторним журналом, у якому молодий учений описав своє короткочасне перебування в катархеї, археї, кембрії, девоні та карбоні., а пізніше й у пермському періоді. Оскільки в його машині часу закінчувалось пальне, Заміховський вирішив відправити лабораторію разом із трофеями назад у час відправки, а самому залишитись у пермському періоді до того моменту, поки його друзі не заправлять машину часу пальним, та не відправлять її назад у минуле за мандрівником.
Після повернення лабораторії у сучасність керівник Заміховського, перечитавши записи вченого та ознайомивши з ними наречену Олекси Заміховського та його товариша В'ячеслава Дубчака, вирішує допомогти Олесі, та допомагає відправити Марію та В'ячеслава в лабораторії у минуле. Товариші Заміховського прибувають у минуле, де й зустрічають ученого, проте ні Вячеслав, ні Марія не можуть повірити у це, що вони потрапили у давнє минуле Землі. Проте після нетривалого перебування в пермському періоді мандрівники у часі вирішили зробити зупинку в тріасі. Але там, після несподіваного нападу велетенського ящера на лабораторію, В'ячеславу Дубчаку довелось самотужки повертати лабораторію у сучасність, залишивши Марію та Олексу в минулому.
Після повернення у сучасність В'ячеслав дізнається, що керівництво інституту таки вирішило передати лабораторію Олекси у сусідній відділ, а керівник Олекси за короткий час потрапив до лікарні з серцевим приступом. Вячеслав вирішує послати в минуле лабораторію без людей, попередньо заправивши її пальним. Проте в лабораторію зумів проникнути працівник сусіднього відділу, до якого й мали її передати, на прізвище Пойда. Він також не зразу повірив, що знаходиться у давньому минулому Землі. У зв'язку із тим, що Пойда вирішив втекти у лабораторії у сучасність, перед тим познімавши частину обладнання з неї, Заміховський вирішує відправити лабораторію у сучасність порожню, сподіваючись на її повернення із допомогою свого керівника та товаришів.

## Факти про роман
- Післямову до роману написав відомий український учений-геолог Іван Мусійович Ямниченко.[30]
- У 1989 році Володимир Савченко отримав диплом «Чумацький шлях» за ІІІ місце на Всеукраїнському конкурсі читацьких симпатій на найкращу книгу фантастики за 1988 рік.[31][32]
- Незважаючи на те, що роман було надруковано за часів СРСР, на відміну від багатьох інших творів своєї доби, в романі відсутні будь-які згадки про Радянський Союз чи будь-які радянські реалії, відсутні в українському пострадянському науковому середовищі (і навіть в епізоді, де згадується сума коштів, валюту не вказано, щоб відмаркувати радянськість твору "рублями" чи "карбованцями"), хоча з обставин та дійових персонажів книги очевидно, що дія роману частково відбувається саме на території сучасної України. На відміну від фантастичних романів про вигадані країни чи приміром романів Олександра Гріна чи Олександра Беляєва з іноземним антуражем та героями, що мають іноземні імена та прізвища. Тож поряд останніми роман також читається як такий, що не страждає анахронізмами та не втратив актуальності.